# Okres Wieruszów
Okres Wieruszów (polsky Powiat wieruszowski) je okres v polském Lodžském vojvodství. Rozlohu má 577,21 km² a v roce 2020 zde žilo 41 984 obyvatel. Sídlem správy okresu je město Wieruszów.

## Gminy
Městsko-vesnické:
- Bolesławiec
- Lututów
- Wieruszów

Vesnické:
- Czastary
- Galewice
- Łubnice
- Sokolniki

## Město
- Bolesławiec
- Lututów
- Wieruszów

## Sousední okresy
| Růžice kompasu | Ostrzeszów | Ostrzeszów, Sieradz | Sieradz | Růžice kompasu |
| Růžice kompasu | Kępno      | Sever               | Wieluń  | Růžice kompasu |
| Růžice kompasu | Kępno      | Okres Wieruszów     | Wieluń  | Růžice kompasu |
| Růžice kompasu | Kępno      | Jih                 | Wieluń  | Růžice kompasu |
| Růžice kompasu | Kępno      | Kluczbork           | Olesno  | Růžice kompasu |